# Dave Moorcroft
David Moorcroft, meglio conosciuto con il diminutivo Dave (Liverpool, 16 marzo 1947), è un ex calciatore inglese, di ruolo difensore.

## Carriera
Moorcroft si formò nell'Everton e nel Preston N.E. per poi passare al Skelmersdale Utd. 
Nel settembre 1967 viene ingaggiato dagli statunitensi del Dallas Tornado.
Con i Tornado partecipò al tour mondiale voluto ed organizzato dal nuovo allenatore del club, il macedone-canadese Bob Kap, che vide la franchigia impegnata in una serie di massacranti incontri tra Africa, Europa, Asia e Oceania. Il tour ebbe effetti devastanti sulla squadra durante la stagione regolare, la prima della neonata NASL, che nonostante l'allontanamento di Kap, inanellò una lunga serie di sconfitte. La squadra chiuse il torneo al quarto ed ultimo posto della Gulf Division, con sole due vittorie e quattro pareggi ottenuti a fronte di ben 26 sconfitte. Moorcroft ha segnato la sua unica rete con i Tornado il 22 giugno 1968 contro gli Houston Stars.
Terminata l'esperienza americana torna in patria per giocare nel Tranmere, squadra della terza divisione inglese. Con i Super Whites giocò sino al 1972, anno del suo ritiro dal calcio giocato, avvenuto per un infortunio.